# Punktation
Punktation ist im deutschen Rechtswesen eine Auslegungsregel, wonach selbst eine schriftliche Einigung über bestimmte Vertragsbestandteile im Zweifel nicht bindend ist, solange andere Vertragsbestandteile noch offen sind. In Österreich gibt es eine strengere gesetzliche Regelung, die bereits einzelne Einigungstatbestände als rechtlich bindend einstuft.

## Allgemeines
Das vom Lateinischen abgeleitete Wort (mittellat. punctare, „Punkte setzen“) hat im deutschsprachigen Rechtswesen eine lange Begriffstradition. Unter Punktation verstand man im 18. Jahrhundert noch Staatsverträge, Brockhaus definierte sie 1911 als vorläufigen Vertragsentwurf mit Feststellung der Hauptpunkte. Dem deutschen und österreichischen Recht ist im Hinblick auf die Punktation gemeinsam, dass es sich um Verträge handelt, bei denen über einzelne Vertragsbestandteile bereits eine Einigung erzielt wurde, über andere jedoch noch nicht. Der Unterschied zwischen beiden Rechtssystemen liegt in der Frage der Bewertung dieses Vertragszustands. BGB und ABGB kennen die Punktation faktisch als Auslegungsregel. Das bedeutet, dass das Gesetz für den Streitfall Regelungen bereithält, die den Gerichten bei der Auslegung umstrittener Rechtsgeschäfte helfen sollen. Die Auslegungsregel kommt regelmäßig dann zur Anwendung, wenn es sich um Verträge handelt, bei denen entweder noch umfangreiche Detailfragen zu klären sind oder eine Einigung über offen gebliebene Details nicht sofort erfolgen kann.

## Deutsches Recht
Das Gesetz geht von der Grundnorm aus, dass die gesamten Vertragserklärungen eine Einheit bilden (§ 139 BGB) und dass ein Vertrag nur dann rechtswirksam zustande kommt, wenn sich die Parteien über sämtliche für klärungsbedürftig gehaltenen Fragen geeinigt haben. Zentrale Vorschrift für die Auslegung unvollständiger Verträge ist § 154 Abs. 1 BGB. Ein Vertrag ist demnach im Zweifel nicht zustande gekommen, solange sich die Partner nicht über alle Punkte verständigt haben. Ob es sich dabei um für das Rechtsgeschäft wesentliche oder nur unwesentliche Punkte handelt, spielt keine Rolle. Eine Rechtswirksamkeit scheitert – selbst bei Schriftform – demnach auch bereits, wenn Uneinigkeit über unwesentliche Punkte besteht. Die Auslegungsnorm setzt ferner voraus, dass den Parteien der Mangel der Einigung bewusst ist. Das gilt selbst dann, wenn das Gesetz eine Regelung für die noch offenen Punkte enthält, denn die gesetzliche Regelung ersetzt die fehlende Einigung der Parteien nicht. Nehmen die Parteien irrigerweise an, sich über alle Punkte geeinigt zu haben, liegt ein versteckter Dissens (§ 155 BGB) vor. Nach deutschem Recht handelt es sich bei der Punktation im Zweifel um einen vollkommen unverbindlichen Text in Form einer Absichtserklärung, der noch nicht einmal als Vorvertrag zu qualifizieren ist. Ist in einem Term Sheet nichts anderes geregelt und sind ansonsten noch Vertragsinhalte offen, kann es als Punktation qualifiziert werden.
Ob eine bloße Punktation im Sinne von § 154 Abs. 1 Satz 2 BGB, in besonderen Fällen ein verbindlicher Vorvertrag oder gar ein endgültiger Hauptvertrag gewollt ist, muss im Einzelfall durch gerichtliche Auslegung ermittelt werden. Anders als in Österreich erkennt das BGB einer bloßen Teileinigung keine Bindungswirkung zu. Punktation ist also die Aufzeichnung über die Einigung zu einzelnen Vertragspunkten, ohne dass über alle Vertragsbestandteile eine Einigung erzielt worden ist. Die Punktation enthält keinen Rechtsbindungswillen.

## Österreich
In Österreich gilt § 885 ABGB: „Ist zwar noch nicht die förmliche Urkunde, aber doch ein Aufsatz über die Hauptpunkte errichtet und von den Parteien unterfertigt worden (Punktation), so gründet auch schon ein solcher Aufsatz diejenigen Rechte und Verbindlichkeiten, welche darin ausgedrückt sind.“ Sind sich die Parteien demnach über die Hauptpunkte eines Vertrags einig, so gilt der Vertrag als geschlossen. Die Punktation des § 885 ABGB ist bereits Hauptvertrag und unterscheidet sich dadurch sowohl von der Option, weil diese erst durch den Zugang der Optionserklärung den Hauptvertrag wirksam werden lässt, als auch vom Vorvertrag. Bei der Punktation fehlt nach dem Parteiwillen nur noch die Ausfertigung der förmlichen Vertragsurkunde. Der Vorvertrag verpflichtet zum Abschluss des Hauptvertrags, die Punktation (nach „Abgabe“ der Erklärung) bereits zu seiner Erfüllung. Die Punktation ist geeignet, einzelne Verhandlungsergebnisse zu sichern.

## Staatsverträge
Oft wurden früher in Deutschland und Österreich auch Staatsverträge als Punktation bezeichnet, insbesondere die „unfeierlichen Staatsverträge“. Das BVerfG hatte am 28. Juli 1955 der Lippischen Punktation (Beitritt zum Land NRW durch 16 Richtlinien) die Qualität eines rechtsverbindlichen Staatsvertrags abgesprochen, weil sie keinem Parlament zur Zustimmung vorgelegt worden war. Punktationen wurden somit erst durch Ratifizierungen bindend. Der Begriff der Punktationen werde – so das BVerfG – in der Regel für politische Absprachen von besonderem Gewicht gebraucht. Vom Begriff der Punktation ausgehend, sei die Lippische Punktation als nicht bindende Abrede im Hinblick auf einen demnächst abzuschließenden Vertrag anzusehen. Hierbei hebt das Gericht hervor, dass es sich nach dem Wortlaut nicht um Regelungen handele, die eine rechtliche Verpflichtung der Parteien beinhalteten. Die Lippische Punktation hätte eine politische Bedeutung auch in Form von Absichtserklärungen, über die rechtlich jedoch nicht judiziert werden könne.